# Hjörsey
Hjörsey est une île inhabitée de la baie de Faxaflói, à l'ouest de l'Islande. Avec une superficie de 5,5 km2, elle est la troisième île la plus étendue d'Islande. Son altitude est de 12 mètres. 
En 1896, en raison de l'activité de la mer, une grande partie des terres fertiles a été détruite, causant le départ de tous ses habitants.